# Kiphire
Kiphire è un villaggio dell'India di 10.799 abitanti, capoluogo del distretto di Kiphire, nello stato federato del Nagaland. 

## Geografia fisica
La città è situata a 25° 53' 57 N e 94° 46' 51 E.

## Società

### Evoluzione demografica
Al censimento del 2001 la popolazione di Kiphire assommava a 10.799 persone, delle quali 5.767 maschi e 5.032 femmine.